# Ancyloscelis bonariensis
Ancyloscelis bonariensis är en biart som beskrevs av Juan Brèthes 1910. Ancyloscelis bonariensis ingår i släktet Ancyloscelis och familjen långtungebin. Inga underarter finns listade i Catalogue of Life.